# ラファエル・E・クオモ
ラファエル・E・クオモ（Raphael E. Cuomo, Ph.D.）は、アメリカの生物医学科学者。カリフォルニア大学サンディエゴ校 (UCSD) 医学部に所属する教授。バイオ統計学と健康情報学をさまざまなグローバルヘルス課題、特にがん疫学とタバコ関連の健康格差に応用した研究で知られている。英国公衆衛生協会 (Royal Society for Public Health) のフェローであり、デルタ・オメガ名誉協会の会員でもあります。  また、米国国家公衆衛生認定委員会 (NBPHE) による公衆衛生の認定を受けている。

## 研究
疫学、バイオ統計学、政策分析を統合することで、重要なグローバルヘルス課題に取り組んでいる。
- がん疫学: 低い紫外線B暴露と大腸がん、膵臓がん、白血病などのがんとの関連を研究していた。NASAの気象データを用いた彼の研究結果は、ビタミンD欠乏ががんの進行に寄与するという仮説を支持するものであった[4][5]。
- タバコ対策と電子タバコ: 電子タバコやタバコ製品のオンラインマーケティング手法を分析し、デジタルエンゲージメントの傾向や健康リスクを特定した[6][7]。
- 臨床情報学: 研究では、大腸がん患者の血清カルシフェジオールと死亡リスクの関係、人種間の肝硬変生存率格差（アルコール使用障害を持つ患者間で）、およびがん患者における物質使用障害の健康影響に関する分析が含まれていた[8][9][10]。
- 健康政策: オピオイド乱用を評価するための機械学習手法を適用し、発展途上国におけるがん治療の費用モデルを開発した[11][12]。

また、彼はアメリカの若者が直面する主要な公衆衛生問題を概観した書籍 Public Health Perceptions of American Youth, の著者でもある。

## 編集活動
クオモは、JMIR InfodemiologyのセクションエディターおよびFrontiers in Public Healthのハンドリングエディターを務めている。また、JAMA Pediatricsを含む複数の学術誌で査読者を務めている。

## メディアでの認知
クオモの研究は、下記のように多くの国際的なメディアで取り上げられている。
- Newsweek: 電子タバコの健康影響に関する研究の報道[15]
- SciTech: 太陽暴露と大腸がんの逆相関に関する研究結果の報道[16]
- アメリカ科学振興協会 (AAAS):  膵臓がんとUV暴露に関する研究結果[17]
- New Telegraph: ビタミンD欠乏と大腸がんリスク増加に関する研究[18]
- Securing Industry: 偽造がん治療薬への曝露に関する分析[19]
- Medical News Today: カルシジオールの生物学的影響に対する年齢の影響に関する研究結果の報道[20]
- NBC News: 規制されていない大麻市場との公衆の関わりに関する研究結果[21]

さらに、クオモの研究結果のうち、ビタミンDに関する研究結果、電子タバコのオンラインマーケティング、カルシジオールの加齢による代謝 、およびニコチン関連の中毒などは注目を集めている。